# Greenview (Virginia Occidental)
Greenview es un lugar designado por el censo ubicado en el condado de Boone en el estado estadounidense de Virginia Occidental. En el Censo de 2010 tenía una población de 378 habitantes y una densidad poblacional de 143,37 personas por km².

## Geografía
Greenview se encuentra ubicado en las coordenadas 37°59′46″N 81°49′10″O / 37.99611, -81.81944. Según la Oficina del Censo de los Estados Unidos, Greenview tiene una superficie total de 2.64 km², de la cual 2.55 km² corresponden a tierra firme y (3.14%) 0.08 km² es agua.

## Demografía
Según el censo de 2010, había 378 personas residiendo en Greenview. La densidad de población era de 143,37 hab./km². De los 378 habitantes, Greenview estaba compuesto por el 98.15% blancos, el 0.26% eran afroamericanos, el 0% eran amerindios, el 0.26% eran asiáticos, el 0% eran isleños del Pacífico, el 0.26% eran de otras razas y el 1.06% pertenecían a dos o más razas. Del total de la población el 0.26% eran hispanos o latinos de cualquier raza.